# Rolling in the Deep
A Rolling in the Deep Adele angol énekesnő-dalszerző dala a 21 című második stúdióalbumáról (2011). Ez az album nyitódala és első kislemeze egyben. A dalt Adele és Paul Epworth írta. Az énekesnő maga úgy írja le, mint egy „sötét bluesos gospel-diszkó számot”. 2011-ben a beszámolók szerint 1985 óta ez volt a legnagyobb crossover-sláger az Egyesült Államokban; a Rolling in the Deep számos különböző rádióformátumban nyert rádiós sugárzást. Először 2010. november 29-én jelent meg a 21 című album első kislemezeként digitális letöltési formátumban. A dalszöveg egy megvetett szerető érzelmeit írja le.
A Rolling in the Deep széleskörű kritikai elismerést kapott, dicsérték a dal produkcióját, szövegét és Adele énekesi teljesítményét. A dal kereskedelmi áttörést jelentett Adele számára, és a globális szupersztárságig repítette. Tizenkét országban vezette a slágerlistákat, és több mint húsz országban került a Top 10-be. Az Egyesült Államokban ez volt Adele első listavezető dala, amely számos Billboard-listán, köztük a Billboard Hot 100-as listán is az első helyen szerepelt, ahol hét hétig szerepelt a csúcson. 2012 februárjáig a Rolling in the Deep több mint 8,7 millió példányban kelt el az Egyesült Államokban, ezzel a legjobban fogyó digitális dal lett az országban női előadótól, az USA-ban a második legsikeresebb digitális dal, és Adele legkelendőbb kislemeze hazáján kívül, megelőzve a korábbi csúcstartót, a Chasing Pavements című dalt. Világszerte az ötödik legjobban fogyó digitális kislemez volt 2011-ben 8,2 millió eladott példánnyal. 2019-ig bezárólag a Rolling in the Deep több mint 20,6 millió eladott példányával világszerte minden idők egyik legkelendőbb digitális kislemeze. A dal 65 hetet töltött az amerikai slágerlistán, ezzel akkoriban a negyedik legtöbb hetet töltötte a listán, holtversenyben Jewellel és Foolish Games/You Were Meant for Me című dupla kislemezével.
Videóklipje hét jelölést kapott a 2011-es MTV Video Music Awards-on, köztük Az év videója díjra, illetve három másik díjat elnyert: A legjobb vágás, A legjobb operatőri munka és A legjobb művészeti rendezés. A Billboard magazin 2011 legsikeresebb kislemezének nevezte meg az év végén. Az 54. Grammy-díjátadón Az év felvétele, Az év dala és A legjobb videóklip díját nyerte el. Különböző kritikusok és zenei kiadványok az év végi listáikon az év legjobb dalának választották, a Rolling Stone pedig a nyolcadik helyre sorolta „A 21. század 100 legjobb dala” listáján. 2021-ben a dal a Rolling Stone Minden idők 500 legjobb dala című listáján a 82. helyre került.

## Háttér és kompozíció
Egy interjúban Adele kifejezte kezdeti fenntartásait a Paul Epworth-szel való találkozás előtt az eltérő zenei stílusuk miatt; úgy jellemezte az együttműködésüket, hogy „a mennyben találtak egymásra”. Epworth-nek tulajdonította a magabiztosabb énekesi képességeit is, mondván: „Sokat kihozott belőlem. A hangomat is kihozta – vannak olyan hangok, amiket abban a dalban (Rolling in the Deep) el tudtam érni, amikről nem is tudtam, hogy el tudom érni”. Bill Lamb kritikus szerint a Rolling in the Deep „harcias ütemekkel, dübörgő zongorabillentyűkkel és zengő háttérénekesekkel” rendelkezik. Adele vokálját Wanda Jacksonéhoz hasonlították. Az AOL Radio Blog munkatársa, Nadine Cheung szerint a dalt „egy megvetett szerető szemszögéből éneklik, aki végre képes meglátni a fényt, de a sajnálkozó érzések ellenére a megbékélés itt nem opció”. A Rolling in the Deep c-moll (élő előadásokon h-moll) hangnemben íródott, 105 ütés/perces tempóval. A kíséret nyitott kvinteket használ a C5(i5)–G5(v5)–B♭5(VII5)–G5(v5)–B♭5(VII5) progresszióban, illetve: A♭(VI)-B♭(VII)-Gm(v)-A♭(VI)-B♭(VII)-A♭(VI)-B♭(VII)-Gm(v)-G(V) és Cm(i)-B♭(VII)-A♭Maj7(VI M7)-B♭(VII). Adele hangja B♭3-tól D5-ig terjed. Zeneileg Simon Reynolds, a The New York Times munkatársa úgy jellemezte a dalt, mint „1960-as évekbeli rhythm-and-blues, modern produkcióval feldobva” és soulban gyökerező énekkel. A Rolling Stone is megjegyezte gospeles irányzatát.
A dalt állítólag egy Nashville-ben tanult amerikai turnébuszsofőr ihlette, és Epworth és Adele egyetlen délután alatt komponálta, miután Adele szakított a barátjával. Ez volt „a reakciója arra, hogy 'azt mondták nekem, hogy az életem unalmas, magányos és szar lesz, és hogy gyenge ember vagyok, ha nem maradok a kapcsolatban. Nagyon megsértődtem, és ezt egyfajta "rohadj meg"-ként írtam'”.

## Fogadtatás

### A kritikus értékelései
Lamb 5-ből 5 pontot adott, mondván: „Itt van egy hang, amitől a hideg is kiráz, és amikor ilyen hangulatban van, a vészjósló érzés leköti a figyelmünket.” Jason Lipshutz a Billboard magazintól megdicsérte a dal „elsöprő refrénjét”, és úgy érezte, hogy a dal „hasonló hangsúlyt fektet a refrénre, de a többrétegű hangszerelés eddig nem hallott mélységet ad az angol énekesnő siralmainak”. Lipshutz szerint „Adele érezhetően megugrott hangi magabiztossága kiemeli a számot. Kecsesen elidőzik a verzék utolsó sorában, és frontálisan támadja a refrén szomorú első szavait: 'Minden a miénk lehetett volna'”. Barry Walters, a Rolling Stone magazin munkatársa szerint: „A Rolling in the Deep-ben a 22 éves énekesnő bluesos gospel módban, erőteljesen, de nem különösebben poposan szólal meg. Ez a szakítást gyászoló szám egy simogató akusztikus gitárral kezdődik, és egy dübörgő, tapsoló csúcspontra épül, amely megerősíti a britek képességét az amerikai zene hangzásának átdolgozásában.”
A Rolling Stone írói a Rolling in the Deep-et az első helyre tették a „2011 50 legjobb kislemeze” listáján. Claire Suddath, a Time magazin munkatársa a Rolling in the Deep-et a 2011-es év 10 legjobb dala közé választotta. Az MTV az Év dalának választotta. A The Village Voice éves Pazz & Jop kritikai szavazásán a Rolling in the Deep lett 2011 legjobb kislemeze. 2019-ben a Rolling Stone, a Consequence of Sound, és a Pitchfork a 2010-es évek 3., 8., illetve 171. legjobb daláként rangsorolta a dalt. A Time a 2010-es évek 10 legjobb dala közé választotta, a Billboard pedig a „100 dal, amely meghatározta az évtizedet” közé. 2021-ben a Parade a 25 legjobb Adele-dalt tartalmazó listáján az első helyre sorolta a dalt, 2022-ben pedig az American Songwriter a 10 legjobb Adele-dalt tartalmazó listáján a nyolcadik helyre sorolta.

### Kereskedelmi teljesítmény
Az Egyesült Királyságban a Rolling in the Deep a második helyen debütált (ez volt a második ilyen debütálása a Chasing Pavements után), Bruno Mars Grenade című dala mögött. A dal az első tíz hetet a Top 10-ben töltötte.
Amerikai megjelenésekor a Rolling in the Deep lett Adele második kislemeze, amely szerepelt az ország slágerlistáján. A dal 2010. december 25-én a 68. helyen debütált a Billboard Hot 100-as listán. Később ez lett az első kislemeze, amely a Billboard egyik listájának élére került, amikor 2011 májusában a Hot Adult Top 40 Tracks listájának első helyére került, és ez lett az első listavezető slágere az országban, amikor 2011 májusában a Billboard Hot 100 listájának élére került. Ezzel Adele lett az első brit énekesnő, aki a Billboard Hot 100 és a Billboard 200 slágerlistát is vezette ugyanazon a héten; legutóbb Leona Lewis-nak sikerült ez 2008-ban. A Rolling in the Deep 24. listás hetében is az első helyen maradt, így ez a legújabb kislemez a csúcson Lady Gaga Just Dance című dala után, amely harmadik és egyben utolsó hetét töltötte az első helyen, szintén 24. listás hetében. Hét egymást követő héten át vezette a listát, ami 2011-ben a második leghosszabb idő volt Rihanna We Found Love című dala mögött, amely 2011-ben nyolc, 2012-ben pedig két hetet töltött az élen.
Nyolcszoros platina minősítést kapott, 2011 szeptemberében pedig az első olyan dal lett, amely 5 milliós digitális letöltést ért el, és 35 hét alatt érte el ezt a teljesítményt, gyorsabban, mint bármely más dal a digitális történelemben. 2015 októberéig a Rolling in the Deep 8,4 millió digitális példányban kelt el az Egyesült Államokban, ezzel a második legkelendőbb digitális dal lett összességében, és a legkelendőbb digitális dal női előadótól. Ez volt a második dal, amely átlépte a 8 millió eladott digitális példányszámot az országban. Franciaországban, annak ellenére, hogy a kislemez nem kapott minősítést, 348 900 példányban kelt el, és az egyik legkelendőbb kislemez lett Franciaországban.
2011. július 26-áig a Rolling in the Deep 1,26 millió eladott példánnyal a harmadik legkelendőbb digitális kislemez volt Európában. A Billboard 2011. november 5-i számáig bezárólag 19 egymást követő héten át volt az Adult Contemporary slágerlista első helyezettje. A Rolling in the Deep lett Adele kiadója, az XL Recordings legsikeresebb kislemeze, megelőzve M.I.A. 2008-ban megjelent Paper Planes című számát, amely 2011-ig tartotta a rekordot. A dal egyben a leghosszabb ideig slágerlistás szám lett Finnországban, az első helyig jutott és 50 hétig volt szerepelt a listán.
2013-ban a Billboard a slágerlista 55. évfordulója alkalmából összeírta a 100 legnagyobb Hot 100 slágert, és a dal a 31. helyen szerepelt. A 2018-as évben a 35. helyre került.
Ausztráliában a Rolling in the Deep a 2010. november 14-i héten a 40. helyen lépett be a kislemezlistára, és a harmadik helyig jutott, ahol négy hétig maradt. Új-Zélandon a dal csúcspozíciójában a harmadik helyen debütált, és a Someone Like You című kislemezének megjelenéséig mindkét országban ez volt a legsikeresebb kislemeze. A dal első helyezést ért el Belgiumban (Flandria és Vallónia), Finnországban, Németországban, Portugáliában, Svájcban és Hollandiában; hét héten át vezette a holland Top 40-es kislemezlistát. Ausztriában, Bulgáriában, Dániában, Franciaországban, Írországban, Norvégiában és Dániában a Top 10-be került. Svédországban a Top 20-as listán szerepelt.

## Videóklip
A Rolling in the Deep című dalhoz készült klipet Sam Brown rendezésében 2010. december 3-án mutatták be a Channel 4 csatornán. A videó egy elhagyatott házban kezdődik, ahol Adele egy széken ülve énekel. A videó alatt a jelenetekben több száz vízzel teli pohár látható, amelyek egy dob ütemére rezegnek. Jennifer White, aki a jelenet koreográfiáját is készítette, egy szobában táncol, fehér lisztet felrúgva. A dobos a lépcső alatt dobol, és a lépcső alján egy felfüggesztett lemezdarabra porcelánt dobálnak. Egy város fehér makettje is látható, amelyet a dal végén öt szétrobbanó villanykörte felgyújt. A klip a kritikusok elismerését is elnyerte, akik dicsérték sötét hangvételét és egyszerűségét.
2011. július 20-án a klipet hét MTV Video Music Awards-díjra jelölték, köztük Az év videója, A legjobb női videó, A legjobb popvideó és A legjobb rendezés díjára, és három díjat nyert A legjobb vágásért, A legjobb operatőri munkáért és A legjobb művészeti rendezésért. A klip 2012. február 12-én elnyerte A legjobb videóklipnek járó Grammy-díjat. 2022 márciusáig a videóklip több mint 2 milliárd megtekintést és 10 millió lájkot kapott a YouTube-on.

## Díjak
A Rolling in the Deep a 2011-es Q Awards-on a legjobb dal lett. Az 54. Grammy-díjátadón a Rolling in the Deep Az év felvétele, Az év dala és A legjobb videóklip kategóriában is győzött, ezzel a Grammy történetében mindössze a második olyan dal lett, amely mindhárom díjat elnyerte az 1986-os We Are the World után.
| Év   | Esemény, Szervezet      | Díj                                                                                             | Eredmény | For.   |
| ---- | ----------------------- | ----------------------------------------------------------------------------------------------- | -------- | ------ |
| 2011 | BT Digital Music Awards | A legjobb dal                                                                                   | Jelölve  | [ 43 ] |
| 2011 | BT Digital Music Awards | A legjobb videóklip                                                                             | Jelölve  | [ 43 ] |
| 2011 | GAFFA Awards            | A legjobb külföldi dal                                                                          | Elnyerte | [ 44 ] |
| 2011 | MTV Europe Music Awards | A legjobb dal                                                                                   | Jelölve  | [ 45 ] |
| 2011 | MTV Europe Music Awards | A legjobb videóklip                                                                             | Jelölve  | [ 45 ] |
| 2011 | MTV Video Music Awards  | Az év videóklipje                                                                               | Jelölve  | [ 46 ] |
| 2011 | MTV Video Music Awards  | Az év női videóklipje                                                                           | Jelölve  | [ 46 ] |
| 2011 | MTV Video Music Awards  | A legjobb popvideó                                                                              | Jelölve  | [ 46 ] |
| 2011 | MTV Video Music Awards  | A legjobb rendezés                                                                              | Jelölve  | [ 46 ] |
| 2011 | MTV Video Music Awards  | A legjobb művészeti rendezés                                                                    | Elnyerte | [ 46 ] |
| 2011 | MTV Video Music Awards  | A legjobb operatőri munka                                                                       | Elnyerte | [ 46 ] |
| 2011 | MTV Video Music Awards  | A legjobb vágás                                                                                 | Elnyerte | [ 46 ] |
| 2011 | Q Awards                | A legjobb dal                                                                                   | Elnyerte | [ 47 ] |
| 2011 | Soul Train Music Awards | The Ashford & Simpson Songwriter's Award                                                        | Jelölve  | [ 48 ] |
| 2011 | Soul Train Music Awards | Az év dala                                                                                      | Jelölve  | [ 48 ] |
| 2011 | Teen Choice Awards      | Kedvenc szakítós dal                                                                            | Jelölve  | [ 49 ] |
| 2011 | UK Music Video Awards   | A legjobb popvideó                                                                              | Elnyerte | [ 50 ] |
| 2011 | UK Music Video Awards   | A legjobb operatőri munka videóklipben                                                          | Elnyerte | [ 50 ] |
| 2011 | UK Music Video Awards   | A legjobb művészeti rendezés és design egy videóklipben                                         | Jelölve  | [ 51 ] |
| 2012 | APRA Awards             | Az év nemzetközi műve                                                                           | Jelölve  | [ 52 ] |
| 2012 | Billboard Music Awards  | A legjobb Hot 100-as dal                                                                        | Jelölve  | [ 53 ] |
| 2012 | Billboard Music Awards  | A legjobb rádiós dal                                                                            | Jelölve  | [ 53 ] |
| 2012 | Billboard Music Awards  | A legjobb rockdal                                                                               | Jelölve  | [ 53 ] |
| 2012 | Billboard Music Awards  | A legtöbbet streamelt dal (Audio)                                                               | Elnyerte | [ 53 ] |
| 2012 | Billboard Music Awards  | A legjobb alternatív dal                                                                        | Elnyerte | [ 53 ] |
| 2012 | Billboard Music Awards  | A legjobb digitális dal                                                                         | Jelölve  | [ 53 ] |
| 2012 | Billboard Music Awards  | A legjobb popdal                                                                                | Jelölve  | [ 53 ] |
| 2012 | BMI London Awards       | Díjnyertes dal                                                                                  | Elnyerte | [ 54 ] |
| 2012 | BMI London Awards       | Az év dala                                                                                      | Elnyerte | [ 54 ] |
| 2012 | BMI Pop Awards          | Díjnyertes dal                                                                                  | Elnyerte | [ 55 ] |
| 2012 | Grammy Awards           | Az év felvétele                                                                                 | Elnyerte | [ 56 ] |
| 2012 | Grammy Awards           | Az év dala                                                                                      | Elnyerte | [ 56 ] |
| 2012 | Grammy Awards           | A legjobb videóklip                                                                             | Elnyerte | [ 56 ] |
| 2012 | Guinness World Records  | A legnagyobb példányszámban eladott digitális felvétel egy naptári évben az Egyesült Államokban | Elnyerte | [ 57 ] |
| 2012 | Ivor Novello Awards     | A legtöbbet játszott mű                                                                         | Elnyerte | [ 58 ] |
| 2012 | Ivor Novello Awards     | A legjobb dal zeneileg és szövegileg                                                            | Jelölve  | [ 58 ] |
| 2012 | People’s Choice Awards  | Az év dala                                                                                      | Jelölve  | [ 59 ] |
| 2012 | People’s Choice Awards  | Az év videóklipje                                                                               | Jelölve  | [ 59 ] |
| 2016 | BMI London Awards       | Million Performance Songs (4 Millió)                                                            | Elnyerte | [ 60 ] |

## Népszerűsítés
Adele többször is előadta a dalt. 2010. november 25-én az énekesnő Paul de Leeuw holland műsorvezető Madiwodovrij Show című műsorában jelent meg, ahol először adta elő a dalt. A dalt 2010. december 3-án az Ellen DeGeneres Show-ban is előadta az Egyesült Államokban. A dal a királyi család előtt is elhangzott a Royal Variety Performance-on, 2010. december 9-én; az előadást 2010. december 16-án sugározták. Alan Carr: Chatty Man című műsorában az Egyesült Királyságban 2011. január 17-én lépett fel. 2011. január 21-én Adele a Rolling in the Deep-et adta elő a The Voice of Holland döntőjében, ahol a Make You Feel My Love című dalt is előadta a döntős Kim de Boerrel. 2011. január 26-án a Le Grand Journal című francia televíziós műsorban adta elő a dalt. A dal a 2011-es A negyedik című film televíziós reklámjában is szerepelt, amelyben szintén hallható. Az albumot népszerűsítő észak-amerikai promóciós turné részeként Adele 2011. február 21-én a Late Show with David Letterman, 2011. február 24-én a Jimmy Kimmel Live!, 2011. március 1-jén az MTV Live, 2011. május 10-én pedig a Dancing with the Stars című műsorában adta elő a dalt. 2012. február 12-én az 54. Grammy-díjátadón ismét előadta a dalt.

## A kislemez dalai
- Digitális letöltés[63]

1. Rolling in the Deep – 3:48

- Digitális EP[64]

1. Rolling in the Deep – 3:48
2. Rolling in the Deep (Jamie xx Shuffle) – 4:17
3. Rolling in the Deep (Acapella) – 3:56

- CD single[65]

1. Rolling in the Deep – 3:48
2. If It Hadn’t Been for Love (written by Mike Henderson and Chris Stapleton) – 3:09

- The Remixes[65]

1. Rolling in the Deep (Downtown London Remix) – 3:52
2. Rolling in the Deep (Paul Oakenfold Remix) – 4:20
3. Rolling in the Deep (Avicii Remix) – 4:25

## Közreműködők
- Fővokál, háttérvokál, tűsarok kopogás – Adele
- Dalszerzés – Adele Adkins, Paul Epworth
- Producer, basszusgitár, akusztikus gitár, elektromos gitár, ütős hangszerek és háttérvokál – Paul Epworth
- Hangkeverés – Tom Elmhirst
- Hangkeverő asszisztens – Dan Parry
- Zongora – Neil Cowley
- Dobok – Leo Taylor
- Hangmérnök – Mark Rankin
- Maszterelés – Tom Coyne

Közreműködők listája a 21 albumjegyzetei alapján:

## Slágerlistás helyezések
| Slágerlista (2011–22)                   | Legjobb helyezés |
| --------------------------------------- | ---------------- |
| Ausztrália (ARIA)                       | 3                |
| Ausztria (Ö3 Austria Top 40)            | 3                |
| Belgium (Ultratop 50 Flanders)          | 1                |
| Belgium (Ultratop 50 Wallonia)          | 1                |
| Brazília (Billboard Hot 100 Airplay)    | 3                |
| Brazília (Billboard Hot Pop)            | 1                |
| Kanada (Canadian Hot 100)               | 1                |
| Csehország (Rádio Top 100)              | 16               |
| Csehország (Singles Digitál Top 100)    | 54               |
| Dánia (Tracklisten Top 40)              | 3                |
| Dél-Afrika (RISA)                       | 77               |
| Dél-Korea Nemzetközi dalok (GAON)       | 1                |
| Európa (Euro Digital Songs)             | 2                |
| Finnország (Singlet Top 20)             | 1                |
| Franciaország (Single Top 100)          | 3                |
| Németország (Media Control Charts)      | 1                |
| Global 200 (Billboard)                  | 42               |
| Görögország Digitális dalok (Billboard) | 4                |
| Magyarország (Rádiós Top 40)            | 2                |
| Magyarország (Single Top 40)            | 25               |
| Izland (Tónlist)                        | 1                |
| Írország (IRMA)                         | 2                |
| Izrael (Media Forest)                   | 2                |
| Olaszország (FIMI)                      | 1                |
| Japán (Billboard Japan Hot 100)         | 6                |
| Luxemburg Digitális dalok (Billboard)   | 1                |
| Mexikó Rádiós dalok (Billboard)         | 25               |
| Hollandia (Top 40)                      | 1                |
| Hollandia (Single Top 100)              | 1                |
| Új-Zéland (Recorded Music NZ)           | 3                |
| Norvégia (VG-lista)                     | 8                |
| Lengyelország (Polish Airplay Top 20)   | 5                |
| Portugália Digitális dalok (Billboard)  | 2                |
| Oroszország Rádiós dalok (TopHit)       | 58               |
| Skócia (Scottish Singles Top 40)        | 2                |
| Szlovákia (Rádio Top 100)               | 10               |
| Szlovénia (Slovenian Singles Chart)     | 2                |
| Spanyolország (PROMUSICAE)              | 5                |
| Svédország (Sverigetopplistan)          | 11               |
| Svájc (Schweizer Hitparade)             | 1                |
| Egyesült Királyság (UK Singles Chart)   | 2                |
| US Billboard Hot 100                    | 1                |
| US Adult Contemporary (Billboard)       | 1                |
| US Adult Top 40 (Billboard)             | 1                |
| US Hot Dance Club Songs (Billboard)     | 14               |
| US Dance/Mix Show Airplay (Billboard)   | 2                |
| US Hot R&B/Hip-Hop Songs (Billboard)    | 61               |
| US Rock Airplay (Billboard)             | 15               |
| US Hot Rock Songs (Billboard)           | 15               |
| US Latin Pop Songs (Billboard)          | 16               |
| US Mainstream Top 40 (Billboard)        | 1                |
| US Rhythmic (Billboard)                 | 12               |

| Lista (2010)               | Helyezés |
| -------------------------- | -------- |
| Hollandia (Single Top 100) | 36       |

| Lista (2011)                                 | Helyezés |
| -------------------------------------------- | -------- |
| Ausztrália (ARIA)                            | 5        |
| Ausztria (Ö3 Austria Top 40)                 | 16       |
| Belgium (Ultratop 50 Flanders)               | 2        |
| Belgium (Ultratop 40 Wallonia)               | 1        |
| Kanada (Canadian Hot 100)                    | 1        |
| Dánia (Hitlisten)                            | 10       |
| Franciaország (SNEP)                         | 2        |
| Németország (Media Control Charts)           | 4        |
| Görögország (IFPI)                           | 19       |
| Magyarország (Mahasz)                        | 1        |
| Izland (Tónlist)                             | 20       |
| Írország (IRMA)                              | 11       |
| Izrael (Media Forest)                        | 2        |
| Olaszország (FIMI)                           | 5        |
| Hollandia (Dutch Top 40)                     | 2        |
| Hollandia (Single Top 100)                   | 1        |
| Új-Zéland (Recorded Music NZ)                | 6        |
| Spanyolország (PROMUSICAE)                   | 18       |
| Dél-Korea (Gaon Singles Chart) (Int'l.)      | 13       |
| Svédország (Sverigetopplistan)               | 8        |
| Svájc (Schweizer Hitparade)                  | 2        |
| Egyesült Királyság (Official Charts Company) | 9        |
| US Billboard Hot 100                         | 1        |
| US Pop Songs (Billboard)                     | 5        |
| US Adult Contemporary (Billboard)            | 3        |
| US Adult Pop Songs (Billboard)               | 1        |
| US Hot Rock Songs (Billboard)                | 45       |

| Lista (2012)                      | Helyezés |
| --------------------------------- | -------- |
| Belgium (Ultratop 50 Flanders)    | 51       |
| Belgium (Ultratop 40 Wallonia)    | 32       |
| Kanada (Canadian Hot 100)         | 61       |
| Franciaország (SNEP)              | 38       |
| Magyarország (Mahasz)             | 41       |
| Izrael (Media Forest ACUM)        | 6        |
| Olaszország (FIMI)                | 61       |
| Oroszország Rádiós (TopHit)       | 189      |
| Spanyolország (PROMUSICAE)        | 25       |
| Svájc (Schweizer Hitparade)       | 34       |
| US Billboard Hot 100              | 71       |
| US Adult Contemporary (Billboard) | 22       |

| Lista (2013)         | Helyezés |
| -------------------- | -------- |
| Szlovénia (SloTop50) | 17       |

| Lista (2022)                | Helyezés |
| --------------------------- | -------- |
| Global Excl. US (Billboard) | 182      |

| Lista (2010–2019)                            | Helyezés |
| -------------------------------------------- | -------- |
| Ausztrália (ARIA)                            | 12       |
| Egyesült Királyság (Official Charts Company) | 73       |
| US Billboard Hot 100                         | 10       |

| Lista                                        | Helyezés |
| -------------------------------------------- | -------- |
| Hollandia (Single Top 100)                   | 12       |
| Egyesült Királyság (Official Charts Company) | 129      |
| US Billboard Hot 100 (1958-2021)             | 39       |

## Minősítések és eladási adatok
| Régió | Minősítés        | Eladott példányszám |
| --- | ---------------- | ------------------- |
| Ausztrália (ARIA) | 7× platina       | 490 000^            |
| Belgium (BEA) | 4× platina       | 120 000*            |
| Brazília (Pro-Música Brasil) | 3× gyémánt       | 750 000‡            |
| Kanada (Music Canada) | gyémánt          | 800 000‡            |
| Dánia (IFPI Denmark) | platina          | 30 000^             |
| Franciaország (SNEP) |                  | 347 000             |
| Németország (BVMI) | platina          | 300 000^            |
| Olaszország (FIMI) | 4× platina       | 120 000*            |
| Mexikó (AMPROFON) | 4× platinum+Gold | 270 000*            |
| Új-Zéland (RMNZ) | 3× platina       | 45 000*             |
| Norvégia (IFPI Norway) | 2× platina       | 120 000‡            |
| Portugália (AFP) | platina          | 20 000‡             |
| South Korea (Gaon Chart) |                  | 3 614 504           |
| Spanyolország (PROMUSICAE) | 2× platina       | 80 000^             |
| Svájc(IFPI Switzerland) | 3× platina       | 90 000^             |
| Egyesült Királyság (BPI) | 5× platina       | 3 000 000‡          |
| Egyesült Államok (RIAA) | 8× platina       | 8 400 000           |
| Streaming |                  |                     |
| Görögország (IFPI Greece) | arany            | 1 000 000*          |
| * Eladási példányszámok kizárólag a minősítés alapján. ^ Kiszállítási példányszámok kizárólag a minősítés alapján. ‡ Eladási+streaming példányszámok kizárólag a minősítés alapján. † Csak streaming számok kizárólag a minősítés alapján. |                  |                     |

## Megjelenési történet
| Régió              | Dátum              | Formátum                                    |
| ------------------ | ------------------ | ------------------------------------------- |
| Hollandia          | 2010. november 29. | Digitális letöltés                          |
| Egyesült Államok   | 2010. november 30. | Digitális letöltés                          |
| Japán              | 2010. december 22. | Digitális letöltés                          |
| Svájc              | 2010. december 27. | Digitális letöltés                          |
| Németország        | 2010. december 27. | Digitális letöltés                          |
| Ausztria           | 2010. december 27. | Digitális letöltés                          |
| Ausztrália         | 2011. január 10.   | Rádiós megjelenés (Contemporary hit radio)  |
| Németország        | 2011. január 14.   | CD single                                   |
| Ausztrália         | 2011. január 16.   | Digitális EP                                |
| Egyesült Királyság | 2011. január 16.   | Digitális EP                                |
| Írország           | 2011. január 16.   | Digitális EP                                |
| Új-Zéland          | 2011. január 16.   | Digitális EP                                |
| Belgium            | 2011. január 16.   | Digitális EP                                |
| Svájc              | 2011. január 16.   | Digitális EP                                |
| Portugália         | 2011. január 16.   | Digitális EP                                |
| Ausztrália         | 2011. január 16.   | Digitális EP                                |
| Ausztria           | 2011. január 16.   | Digitális EP                                |
| Franciaország      | 2011. január 16.   | Digitális EP                                |
| Németország        | 2011. január 16.   | Digitális EP                                |
| Dánia              | 2011. január 16.   | Digitális EP                                |
| Kanada             | 2011. január 16.   | Digitális EP                                |
| Finnország         | 2011. január 16.   | Digitális EP                                |
| Görögország        | 2011. január 16.   | Digitális EP                                |
| Spanyolország      | 2011. január 16.   | Digitális EP                                |
| Olaszország        | 2011. január 16.   | Digitális EP                                |
| Norvégia           | 2011. január 16.   | Digitális EP                                |
| Luxemburg          | 2011. január 16.   | Digitális EP                                |
| Hollandia          | 2011. január 16.   | Digitális EP                                |
| Svédország         | 2011. január 16.   | Digitális EP                                |
| Japán              | 2011. január 16.   | Digitális EP                                |
| Egyesült Királyság | 2011. január 17.   | CD single                                   |
| Egyesült Államok   | 2011. február 1.   | Digitális letöltés – Jamie XX Shuffle remix |
| Egyesült Államok   | 2011. március 8.   | Rádiós megjelenés (Mainstream)              |
| Egyesült Államok   | 2011. július 26.   | Rádiós megjelenés (Urban contemporary)      |

## Fordítás
- Ez a szócikk részben vagy egészben  a   Rolling in the Deep című angol Wikipédia-szócikk fordításán alapul.  Az eredeti cikk szerkesztőit annak laptörténete sorolja fel. Ez a jelzés csupán a megfogalmazás eredetét és a szerzői jogokat jelzi, nem szolgál a cikkben szereplő információk forrásmegjelöléseként.